# Керин, Максим Евгеньевич
Максим Евгеньевич Керин (род. 15 мая 1991, Павловский Посад) — российский актёр театра и кино. Лауреат премии Хрустальная Турандот (2014), премии Станиславского (2015) и др.

## Биография
Родился в городе Павловский Посад Московской области. Семья не связана с театральным искусством: отец краснодеревщик, мама — домохозяйка. Уже в возрасте 6-7 лет Максим стал заниматься в театральном кружке местного Дома пионеров (художественный руководитель Ольга Артемова). Первая роль на сцене — старик в спектакле «12 месяцев». С 14 лет Максим Керин занимался в театральной студии "Театр на Париже" под управлением режиссера А. С. Русалеева в местном Доме культуры. Здесь был поставлен ряд спектаклей с участием профессиональных актеров московских театров и воспитанников студии. За главную роль в одном из них, «Мой бедный Марат» по произведению Арбузова, Максим получил приз фестиваля «Театральное кольцо Подмосковья». В детстве ходил в художественную школу, где обучение так и не завершил, но до сих пор в свободное время занимается живописью.
Любимой книгой называет роман Германа Гессе «Степной волк». Среди любимых актеров называет Энтони Хопкинса и Рэйфа Файнса.
В 2008 году Максим поступил в ВТУ им. Щепкина (мастерская Виктора Коршунова), которое окончил в 2012 году. При поступлении в ВТУ им. Щепкина Максим был принят при конкурсе 120 человек на место. Параллельно поступил в Щукинское училище сразу на второй курс, но выбрал Щепкинское. Педагогом Максима по актёрскому мастерству в училище была актриса РАМТ, Народная артистка России Лариса Гребенщикова. После окончания училища Максиму предлагали работу и в театре Ленком, и в студии Римаса Туминаса при театре им. Вахтангова. Однако режиссёр Алексей Владимирович Бородин после просмотра студенческого спектакля «Звезды на утреннем небе» пригласил Максима в труппу РАМТ.

### «Цветы для Элджернона»
Уже через год Максим Керин выступает в главной роли (Чарли Гордон) в спектакле «Цветы для Элджернона», премьера которого состоялась 11 октября 2013 года. Постановка спектакля заняла около полугода, а для подготовки к роли умственно отсталого человека, который переносит операцию для повышения уровня интеллекта, Максим Керин вместе с Яниной Соколовской (исполнительница роли Алисы Кинниан) посещали интернаты для умственно отсталых детей. В одном из интервью артист отметил: «Моя крестная — психиатр, и мы с ней часто разговаривали на тему „что такое человеческий мозг?“ За время подготовки к роли я сделал важное для себя открытие: этим людям хорошо и комфортно в мире, в котором они живут». В ходе спектакля «Цветы для Элджернона» Максим играет на скрипке и фортепиано. Он окончил музыкальную школу по классу скрипки, а фортепиано освоил позже самостоятельно. За роль Чарли Гордона в 2014 году Максим был награждён премией Хрустальная Турандот в номинации «Лучший дебют», а также премией «ЖЖивой театр».

### «Черная курица»
26 октября 2018 года в репертуаре РАМТа появляется спектакль «Черная курица» по произведению Антония Погорельского. Режиссером выступила Екатерина Половцева, с которой ранее Максим Керин работал над спектаклем «Дом с башенкой». В «Черной курице» Максим играет роль Министра/Чернушки. Первоначальная версия костюма Черной курицы весила 10 килограммов, и затем была заменена на более лёгкую. Максим так вспоминает о подготовке к роли: «…сыграть курицу! Как бы смешно это ни звучало, я был в курятниках, смотрел видео о жизни кур. Оказывается, мозг курицы лучше, чем мозг трехмесячного ребенка, это не глупая птица. То есть понятие „ты как курица“ немного не вяжется с курами». 

В театральной версии сказки был немного изменен финал: «Катя (Екатерина Половцева, режиссёр спектакля — прим.ред.) придумала хорошую вещь: очень важную тему прощения, которой нет у Погорельского. Я обрадовался такому финалу, потому что ощущение безысходности — очень прямолинейно и жестко. В нашем финале всё ясно, мне кажется, он даёт надежду и свет. Если не выводить любое произведение к свету, в чём тогда смысл?»

Театральные обозреватели отметили и яркие актерские работы, и работу технического состава. С 8 апреля 2025 года роль Министра/Чернушки перешла к другому актеру РАМТ — Даниле Богачеву. 

### «Чайка»
30 ноября 2018 года состоялась премьера спектакля «Чайка» в Московском областном театре юного зрителя, где Максим Керин исполнил роль Тригорина. Партнерами Максима на сцене стали заслуженная артистка России Нонна Гришаева (Аркадина), заслуженная артистка Московской области Элеонора Трофимова (Полина Андреевна), Христина Полуянова (Нина Заречная), Виктор Есин (Петр Николаевич Сорин) и другие.

## Личная жизнь
Женат на актрисе РАМТ Янине Соколовской.

## Творчество

### Роли в театре
Студенческие работы
- «На всякого мудреца довольно простоты» по пьесе А. Н. Островского — Мамаев.
- «Забавный случай» по пьесе Карло Гольдони — Филиберт.
- «Звезды на утреннем небе» по пьесе Александра Галина. Режиссёр Лариса Гребенщикова — Александр.
- «Чайка» в постановке Александра Коршунова — Сорин.
- «Коломба» по произведению Жана Ануя в постановке Александра Шуйского — Ласюрет.
- «Медея» по произведению Жана Ануя в постановке Ларисы Гребенщиковой — Язон.

Театр им. М. А. Булгакова (Булгаковский дом)
- «Мастер и Маргарита» (интерактивные театрализованные экскурсии) — Коровьев/Фагот[11].

РАМТ
- «Скупой» по одноимённому произведению Мольера. Режиссёр Егор Перегудов. — Комиссар. Премьера 9 октября 2012 года. Спектакль в архиве.
- «Цветы для Элджернона» по одноимённому роману Дэниела Киза. Режиссёр Юрий Грымов. — Чарли. Премьера 11 октября 2013 года.
- «Людоедик». Режиссёр Ио Вулгараки. — Людоедик. Премьера 25 декабря 2013 г. Спектакль в архиве с 18 июня 2023 года.
- «Нюрнберг». Режиссёр Алексей Бородин.  — Бармен. Премьера 10 октября 2014 года. 6 мая 2021 года — ввод, Вальнер. 19 марта 2024 года — ввод, судья Айвз
- «Кот стыда». Режиссёр Марина Брусникина. Премьера 23 ноября 2015 года. Спектакль в архиве с 21.12.2022 года.
- «Шатов. Кириллов. Петр». По роману Достоевского Бесы. Режиссёр Александр Доронин. — Алексей Кириллов. Премьера 3 апреля 2012 года. Дебют Максима в роли Алексея Кириллова — 7 апреля 2016 года. Спектакль в архиве с 27.06.2019.
- «Дом с башенкой» по рассказу Фридриха Горенштейна. Режиссёр: Екатерина Половцева — ОН/мальчик. Премьера 30 сентября 2016 г. Спектакль в архиве с 28.06.2021 г.
- «Я хочу в школу». Режиссёр Александр Баркар. — Впалыч. Премьера 15 июня 2017 года.
- «Последние дни». Режиссёр Алексей Бородин. — Второй. Премьера 02 марта 2018 г. Спектакль в архиве.
- «Черная курица». Режиссёр Екатерина Половцева. — Министр (до 8 апреля 2025 года). Премьера 26 октября 2018 г.
- «Горе от ума». Режиссёр Алексей Бородин. — Чацкий. Премьера 4 февраля 2021 г.
- «Сны моего отца». Режиссёр Егор Перегудов. — Володя. Премьера 14 мая 2021 г.
- «Волна». Режиссёр Галина Зальцман. — Бен Росс. Премьера 17 февраля 2022.
- «Проблема». Режиссёр Алексей Бородин. — Спайк. Премьера 7 февраля 2019. 15 декабря 2022 года — срочный ввод, Спайк.
- «Леопольдштадт». Режиссёр Алексей Бородин. — Перси. Премьера 16 июня 2023.
- «Мизантроп и я». Режиссёр Екатерина Половцева. — Актер, играющий Альцеста. Премьера 28 октября 2023.
- «Усадьба Ланиных». Режиссёр Алексей Бородин. — Фортунатов. Премьера 20 сентября 2024 г.

Московский областной театр юного зрителя под руководством Нонны Гришаевой
- «Чайка». Режиссёр Ирина Пахомова. — Борис Алексеевич Тригорин. Премьера 30 ноября 2018 года.

### Фильмография
| Год       |   | Название              | Роль                                           |  |
| --------- | - | --------------------- | ---------------------------------------------- |  |
| 2013—2016 | с | Выжить После          | Анатолий Лобода                                |  |
| 2014      | ф | День дурака           | помощник следователя                           |  |
| 2014—2014 | с | Екатерина             | Брекдорф                                       |  |
| 2015      | ф | Духless 2             | Дима                                           |  |
| 2015      | ф | Млечный путь          | сотрудник ДПС                                  |  |
| 2016      | ф | После тебя            | врач городской больницы                        |  |
| 2017—2017 | с | Отчий берег           | Алексей Морозов                                |  |
| 2017—2017 | с | «Хождение по мукам»   | Сергей Константинович                          |  |
| 2018      | ф | Общие интересы        | Макс                                           |  |
| 2020—2020 | с | «Волк»                | Вячеслав Семёнович Дашкевич (в молодости)      |  |
| 2020—2020 | с | «Марлен»              | Никита Кашубин, финансовый аналитик, фрилансер |  |
| 2020—2020 | с | «Найди меня, счастье» | Сергей                                         |  |

## Награды и премии
- 2012 — Премия «Золотой лист» в номинации «Лучшая мужская роль», дипломный спектакль «Забавный случай», роль Филиберта[12].
- 2012 — Лауреат III Премии Всероссийского конкурса по художественному слову им. Я. Смоленского.
- 2012 — Лауреат Премии СТД РФ им. М. И. Царева в номинации «За успешное постижение профессии актера»[13].
- 2014 — Лауреат Премии Хрустальная Турандот в номинации «Лучший дебют» за роль Чарли в спектакле «Цветы для Элджернона»[14].
- 2014 — Лауреат премии «ЖЖивой театр» за роль Чарли в спектакле «Цветы для Элджернона»[15].
- 2015 — Лауреат премии им. К. С. Станиславского в номинации «Перспектива»[16].
- 2020 — Благодарность Министра культуры РФ за большой вклад в развитие культуры и многолетнюю плодотворную работу[17]
- 2025 — Благодарность Президента Российской Федерации (25 марта 2025 года) — за заслуги в развитии отечественной культуры и искусства, многолетнюю плодотворную деятельность[18]